# Zhiwuxue da cidian
Das Zhiwuxue da cidian (chinesisch 植物學大辭典, „Großes botanisches Wörterbuch“) ist ein chinesisches botanisches Wörterbuch. Es erschien zuerst bei der Commercial Press in Shanghai und wurde vielfach neu aufgelegt.
Das Werk ist bebildert und liefert bei jeder Pflanze den chinesischen Namen und den lateinischen wissenschaftlichen Namen.
Inzwischen gilt das Werk in Teilen als überholt. 

## Ausgaben
- Du Yaquan et al.: Zhi wu xue da ci dian. Commercial Press, Shanghai 1938.